# Mimudea ferruginealis
Mimudea ferruginealis là một loài bướm đêm trong họ Crambidae.